# Zhang Zhiyun
Zhang Zhiyun (en chino tradicional, 張織雲; en chino simplificado, 张织云; pinyin, Zhāng Zhīyún, fl. 1923–1953) fue una actriz china. Nacida en el condado de Panyu, Provincia de Cantón, se mudó a Shanghái en su juventud. Contratada por la Greater China Film Company a través de un casting general, más tarde se trasladó a Mingxing, con quien rodó la exitosa película Lonely Orchid (1926) y fue coronada "reina del cine" en una encuesta realizada por un periódico. Abandonó la industria cinematográfica tras iniciar una relación con Tang Jishan y, cuando rompieron, no pudo recuperar su estrellato a pesar de rodar varias películas. Zhang se trasladó al Hong Kong británico en sus últimos años.

## Biografía

### Primeros años
Zhang nació como Zhang Ashan (張阿善; 张阿善) en el condado de Panyu, Provincia de Cantón (ahora parte de Cantón) en 1904 o 1905. Quedó huérfana a una edad temprana y vivió con una madre adoptiva. Se mudó a Shanghái en su juventud, donde completó varios años de estudios. Sin embargo, debido a la falta de fondos, abandonó los estudios en los primeros años de secundaria.

### Carrera cinematográfica
En 1923, Zhang respondió a un anuncio de la Greater China Film Company en el que se buscaban mujeres interesadas en actuar en sus películas. Más de diez mil mujeres enviaron sus fotografías. Inicialmente, el retrato de Zhang no fue incluido entre las fotografías revisadas por Greater China. Más tarde se descubrió que diez fotografías, incluida la de Zhang, habían sido tomadas por un periodista del periódico Shen Bao – con sede en Shanghái, cuyo buzón había utilizado la empresa –  después de que él las considerara las más bonitas. Zhang fue seleccionada entre estas fotografías recuperadas para las próximas producciones de la empresa, y el robo de su retrato se utilizó para generar expectación. Zhang pasó dos años con Greater China, completando películas como The Human Heart y Valour in War.
Zhang firmó con la Mingxing Film Company en 1925, haciendo su primera aparición en A Sincerely Pitiful Girl. Durante los tres años siguientes, rodó siete películas para la compañía, entre ellas Lonely Orchid (1926), en la que interpretó el doble papel de una joven enamorada y la sirvienta cuya muerte se confunde con la suya. La película fue una de las más exitosas de la era del cine mudo chino, recaudando 132 300 yuanes (equivalentes a 12 675 000 yenes en 2019) solo en Shanghái. Entre agosto y septiembre de 1926, Shen Bao celebró un premio elegido por los lectores a la actriz favorita; Zhang ganó la encuesta, recibiendo 2146 votos y siendo coronada como la "reina del cine" del periódico.
Tras completar Fallen Plum Blossoms para Mingxing, Zhang dejó la empresa para incorporarse a su rival Minxin. Por su papel en Pure as Ice, se ganó el reconocimiento del público como intérprete de tragedias, y la revista Movie Life (影戲生活; 影戏生活) la comparó con Lillian Gish.

### Vida posterior y carrera
A mediados de la década de 1920, Zhang se mudó con Bu Wancang, un director de fotografía y director de cine. A medida que Zhang se hizo más famosa, los dos comenzaron a pelearse y Zhang – presionada por su madre adoptiva para que encontrara a un hombre más rico – lo dejó en 1927. Más tarde comenzó a salir con Tang Jishan, un comerciante de té, y dejó la industria cinematográfica para pasar tiempo con él en Estados Unidos. Sin embargo, la pareja se separó después de que Tang comenzara a salir con su compañera actriz Ruan Lingyu. El acuerdo por el que Tang le proporcionaría apoyo financiero en caso de separación no se cumplió.
En 1933, Zhang Shichuan le pidió a Zhang que regresara a Mingxing para rodar Lovelorn. La película sonora, que pretendía contar la historia de su vida, se vio perjudicada por el escaso dominio del mandarín – el idioma del diálogo – por parte de Zhang y tuvo una acogida negativa. Apareció en varias películas más, entre ellas Fan of Peach Blossoms, de 1935, y Proud Daughter of Heaven, en cantonés.  Pasó un tiempo en Hankou, viajó por el sudeste asiático y vivió brevemente en Tianjin y Pekín. Finalmente, se instaló al Hong Kong británico en la década de 1950 con su esposo, Zhang Shuping.
Zhang hizo su última aparición cinematográfica, un cameo como miembro del jurado de un concurso de belleza junto a Yang Naimei y Wu Suxin, en Heavenly Beauty, en 1953. Murió en Hong Kong el 2 de noviembre de 1963, aunque algunos artículos han informado erróneamente que murió sin hogar a mediados de la década de 1970, después de pasar la última década de su vida viviendo en las calles bajo su nombre de infancia. Ha recibido menos cobertura que actrices contemporáneas como Ruan Lingyu y Hu Die.

## Filmografía

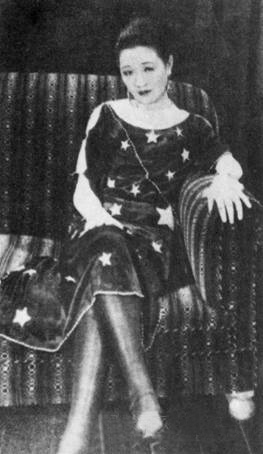
Zhang Zhiyun en Fiancée (1926)

| Extant | Indica que la película existe |

| Título en inglés         | Chino tradicional | Chino simplificado | Estreno | Ref(s) |
| ------------------------ | ----------------- | ------------------ | ------- | ------ |
| The Human Heart          | 人心              | 人心               | –       | [ 1 ]  |
| Valour in War            | 戰功              | 战功               | –       | [ 1 ]  |
| A Sincerely Pitiful Girl | 可憐的閨女        | 可怜的闺女         | 1925    | [ 13 ] |
| A New Family             | 新人的家庭        | 新人的家庭         | 1926    | [ 14 ] |
| Lonely Orchid            | 空谷蘭            | 空谷兰             | 1926    | [ 15 ] |
| Fiancée                  | 未婚妻            | 未婚妻             | 1926    | [ 16 ] |
| Love and Gold            | 愛情與黃金        | 爱情与黄金         | 1926    | [ 17 ] |
| Sacrifice for the Family | 為親犧牲          | 为亲牺牲           | 1927    | [ 18 ] |
| Fallen Plum Blossoms     | 梅花落            | 梅花落             | 1927    | [ 8 ]  |
| Pure as Ice              | 玉潔冰清          | 玉洁冰清           | –       | [ 1 ]  |
| Lovelorn                 | 失戀              | 失恋               | 1933    | [ 19 ] |
| Fan of Peach Blossoms    | 新桃花扇          | 新桃花扇           | 1935    | [ 1 ]  |
| Proud Daughter of Heaven | 天之驕女          | 天之骄女           | 1937    | [ 1 ]  |
| Heavenly Beauty          | 天堂美女          | 天堂美女           | 1953    | [ 9 ]  |

## Trabajos citados
- Huang, Xuelei (2014). Shanghai Filmmaking: Crossing Borders, Connecting to the Globe, 1922–1938. Leiden: Brill. ISBN 978-90-04-27933-9.
- Jing Zhiyu (景智宇). «zh:张织云：中国第一位电影皇后» [Zhang Zhiyun: China's First Movie Queen] (en chinese). Huangpu District Archives (Shanghai, China). Archivado desde el original el 25 de junio de 2024.
- Qiao Ran (樵髯) (11 de mayo de 2021). «Zhang Zhiyun: The Life She Easily Gave Up Was Exactly What Ruan Lingyu Dreamed Of». The Paper. Archivado desde el original el 10 de enero de 2025. Consultado el 10 de enero de 2025.
- Tang Lang (唐郎) (12 de julio de 1964). «zh:｢張織雲｣病逝經過» [How "Zhang Zhiyun" Died of Illness]. The Kung Sheung Evening News (en chinese). p. 6.
- «The Tragic Life of Zhang Zhiyun, China's First "Movie Queen" and "Tragedy Master"». The Paper. 26 de abril de 2020. Archivado desde el original el 10 de enero de 2025. Consultado el 10 de enero de 2025.
- «Wu Suxin, Zhang Huimin, and the Huaju Studio Silents». The Chinese Mirror: A Journal of Chinese Film History. Archivado desde el original el 29 de mayo de 2010. Consultado el 6 de enero de 2025.
- Yu, Sabrina Qiong (2012). «Vulnerable Chinese Stars: From Xizi to Film Worker».  En Zhang, Yingjin, ed. A Companion to Chinese Cinema. Hoboken, New York: John Wiley & Sons. pp. 218-238. ISBN 978-1-4443-3029-8.
- Zhang Yu (張玉) (2018). «ja:1920年代の中国における黒岩涙香野の花の受容» [The Reception of Kurogan Ruikou's No No Hana in China in the 1920s: Focusing on the Silent Film Lonely Orchid]. Border Crossings: The Journal of Japanese-Language Literature Studies (en japonés) 6 (1): 147-163. doi:10.22628/bcjjl.2018.6.1.147. Archivado desde el original el 9 de marzo de 2020. Consultado el 21 de diciembre de 2024.

- Datos: Q55718389
- Multimedia: Zhang Zhiyun (actress) / Q55718389